# Wintermantel (Edelsteinschleiferei)

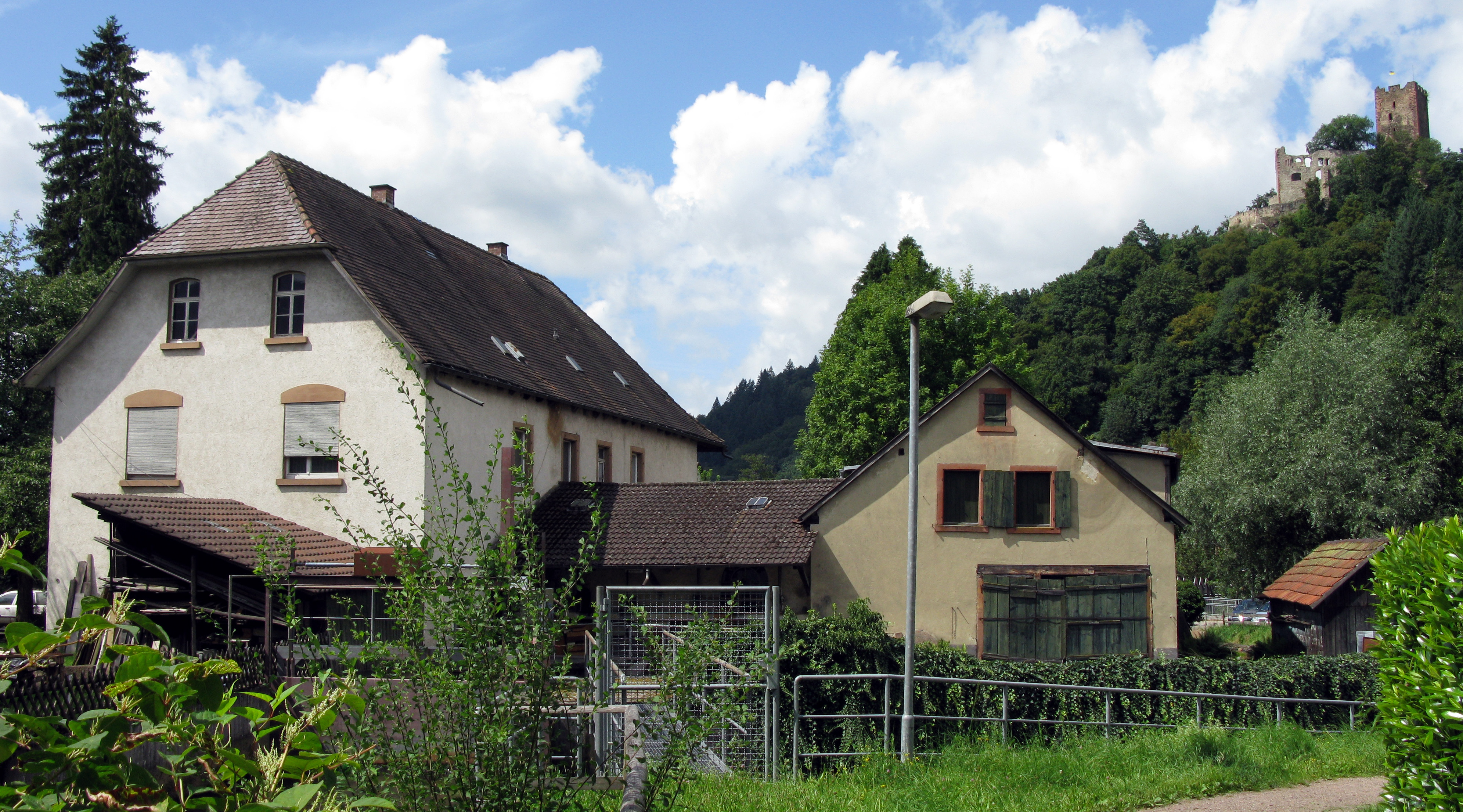
Heutige Werkstatt (links), Turbinenhaus (Mitte), historische Edelsteinschleiferei (rechts)

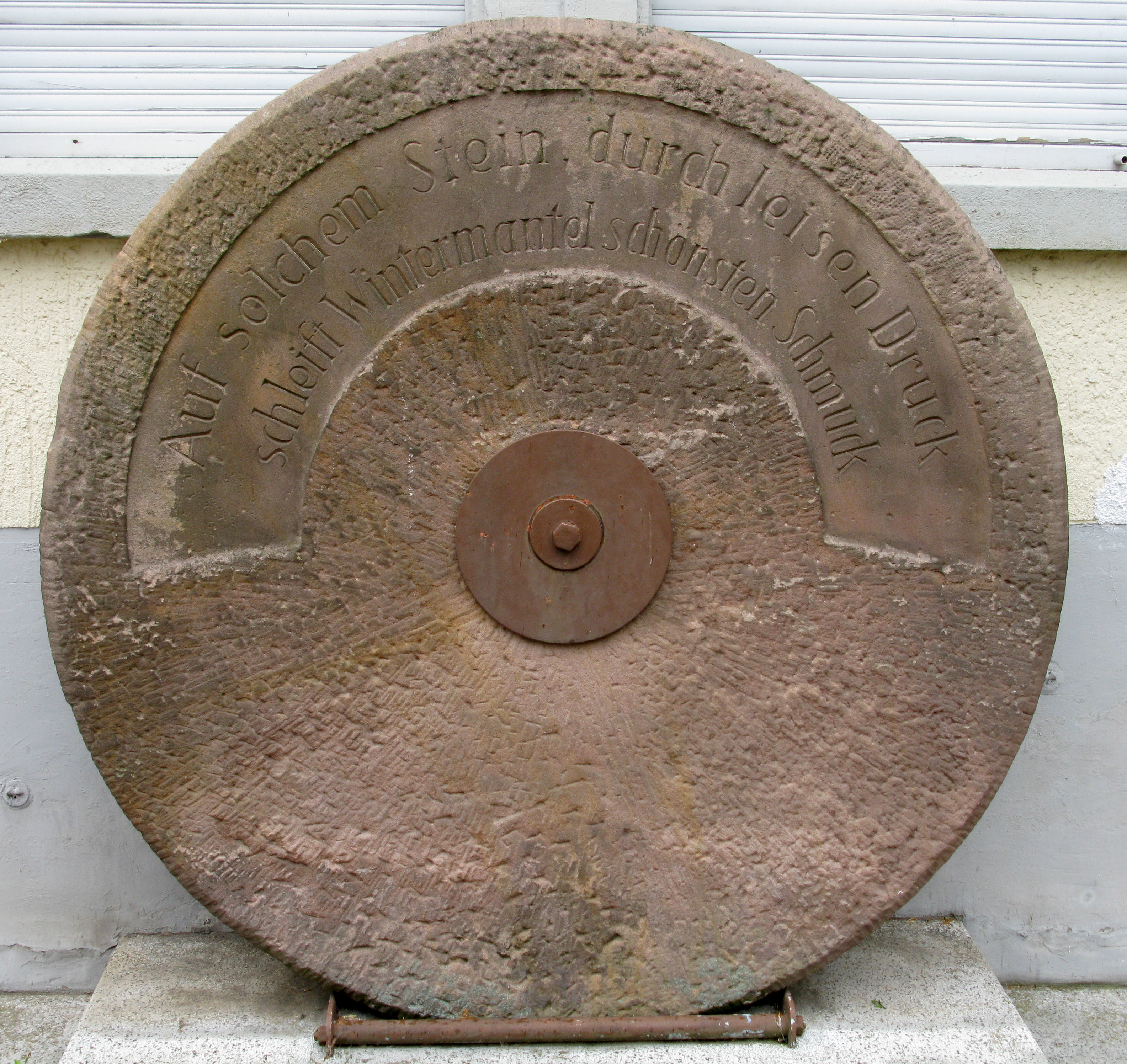
Schleifstein

Das Unternehmen August Wintermantel ist eine Edelsteinschleiferei in Waldkirch im Breisgau. Es ist der letzte verbliebene Vertreter einer bedeutenden Handwerkstradition der Region, deren Wurzeln deutlich älter sind als die Uhrenherstellung oder der Orgel- und Musikautomatenbau, für welche der Ort heute bekannt ist.

## Geschichte
Die Edelsteinschleiferei in der Region ist für Freiburg im Breisgau erstmals 1368 belegt, in Waldkirch ab 1467. In diesem Jahr entstand am Ort die St.-Anna-Bruderschaft als Zunft der „Bohrer und Balierer“. Der Grund für die Ansiedlung des Gewerbes war neben den Stein-Vorkommen, die allerdings relativ bescheiden waren, wohl die zur Verfügung stehende Wasserkraft. Die Waldkircher Schleifereien siedelten sich am nahe der Elz verlaufenden Gewerbekanal an.
Anfänglich bezogen die Schleifer ihre Rohsteine aus den Silber-, Kupfer- und Bleiminen von Freiamt, Simonswald und im Suggental. Da im Schwarzwald keine bedeutenden Fundorte für Edelsteine existieren, kam der Bergbau jedoch bald zum Erliegen. Danach bezogen die Schleifereien ihr Material in der Regel von auswärts (Bergkristalle aus dem Gotthardmassiv, später Achate und Jaspis aus Idar-Oberstein, vermutlich ab 1526 Granate aus Böhmen), verarbeiteten das Material und exportierten die fertigen Erzeugnisse wieder.
Gemäß einem Privileg von König Rudolf II. durften böhmische Steine über lange Zeit nur in Waldkirch und Freiburg geschliffen werden. Ende des 16. Jahrhunderts erreichte das Handwerk seine erste Hochblüte. Im damals 900 Einwohner zählenden Waldkirch sollen über 40 Schleifermeister ansässig gewesen sein, zeitweise soll praktisch der gesamte Ort im Schleifgewerbe beschäftigt gewesen sein. Dies brachte die Gemeinde zu Wohlstand. In der Pestzeit kam es zu einem kurzfristigen wirtschaftlichen Einbruch, der Dreißigjährige Krieg und viele nachfolgende des 17. Jahrhunderts führten jedoch zu einem andauernden Niedergang.
Unterstützt von der habsburgischen Kaiserin Maria Theresia, begann ab Mitte des 18. Jahrhunderts eine erneute, geradezu industriemäßige Blüte der Granatschleiferei, die bis etwa 1770 andauerte. In dieser Zeit gab es 28 Schleifereien mit über 400 Beschäftigten.
Die wachsende überregionale Konkurrenz führte jedoch dazu, dass um 1800 das Schleiferhandwerk in der Region fast ganz ausgestorben war. Allein in Waldkirch überlebten noch wenige Betriebe einige Zeit. 1813 waren auch hier nur noch zwei Betriebe übrig: die Firma Gebrüder Trenkle, die zuletzt von Waldkirch nach Freiburg zog und in den 1820er Jahren trotz Unterstützungsmaßnahmen aufgab, und die 1825 gegründete Firma August Wintermantel.
Das Schmuckgeschäft August Wintermantel, Inhaber ist heute Bernhard Wintermantel, betreibt neben seinen heutigen Räumlichkeiten in den früheren Betriebsgebäuden die heute unter Denkmalschutz stehende Schleiferei, eine der größten und ältesten im Original erhaltenen und noch in Betrieb befindlichen handwerklichen Edelsteinschleifereien in Deutschland. Sie ist daher nicht ständig zugänglich, es werden jedoch regelmäßig Führungen angeboten.
Die Dokumentation Verlassene Orte: Industrieanlagen aus alten Zeiten des SWR zeigt die Lost Places-Fotografin Jasmin Seidel auf der Spurensuche unter anderem in der ehemaligen Edelsteinschleiferei Wintermantel in Waldkirch.